# Bicúpula quadrada giralongada
Em geometria, a bicúpula quadrada giralongada é um dos sólidos de Johnson (J45). Como o nome sugere, pode ser construída giralongando-se uma bicúpula quadrada (J28 ou J29) ao inserir-se um antiprisma octagonal entre suas metades.
A bicúpula quadrada giralongada é um dos cinco sólidos de Johnson que são quirais, significando que ela tem uma versão destra e uma canhota. Apesar disso, as duas versões não são consideradas como dois sólidos de Johnson distintos.